# 库利比斯特里
库利比斯特里（Coulibistrie）是加勒比海岛国多米尼克圣约瑟夫区西北角中的一座沿海村庄，位于该岛西海岸，科利欧北部和莫尔纳拉盖特南部之间。
正常情况下，该村每年7月份都会举行一次圣安妮宴会。